# 居杨
居杨（1969年7月—），女，汉族，北京人，中国摄影记者，现任中国摄影家协会副主席，中国文艺志愿者协会副主席。